# Кам'янка (притока Західного Бугу)
Ка́м'янка — річка в Україні, у межах Львівського району Львівської області. Ліва притока Західного Бугу (басейн Вісли).
Кам'янка бере початок на північ від смт Куликова, біля села Могилян, серед пологих пагорбів Грядового Побужжя, а саме при Смереківській гряді. Тече Надбужанською котловиною спочатку на схід, потім повертає на північний схід, а ближче до гирла — на північ. Впадає до Західного Бугу на північно-східній околиці м. Кам'янки-Бузької.
Довжина Кам'янки — 38 км. Площа басейну — 142 км². Долина у верхів'ях ящикоподібна, нижче V-подібна. Річище слабозвивисте, у верхній течії каналізоване, завширшки від 1 до 5 м, завглибшки до 2 м. Похил річки 1,2 м/км. На окремих ділянках річище відрегульоване.
- Річка упродовж кількох кілометрів тече містом Кам'янкою-Бузькою. Тому в межах міста вона дуже засмічена і забруднена.